# MasterChef Česko
MasterChef Česko je česká verze britského pořadu MasterChef, ve které soutěží amatérští kuchaři. Pořad se vysílá na Nově, první epizoda byla 7. října 2015, pořadu byl vyhrazen pondělní a středeční vysílací čas. Porotcování se po první dvě řady zhostili Marek Raditsch, Marek Fichtner a Miroslav Kalina. Od třetí řady vsadila Nova na nové tváře a do poroty posadila michelinského kuchaře Radka Kašpárka, trojnásobného vítěze ankety Zlatý kuchař Jana Punčocháře a Zlatého kuchaře roku 2019 Přemka Forejta.
Stanice Nova pořad uvedla již v roce 2012 jako česko-slovenskou verzi MasterChef společně s televizí Markíza. V roce 2015 se rozhodla pořad vrátit, tentokrát ale v české verzi. Druhou řadu TV Nova vysílala na podzim 2016 každé pondělí a středu, kvůli nízké sledovanosti ale nakonec pořad běžel pouze ve středu. Třetí řada byla vysílána opět ve středu. Čtvrtou řadu Nova přesunula na hlavní vysílací čas v úterý a ve středu, kdy se vysílaly i následující řady.

## Formát
MasterChef je založen na britském pořadu MasterChef od BBC. Soutěž probíhá v MasterChef kuchyni, kde se nachází velká kuchyňská linka s několika plotnami, které jsou doplněny balkonem, plně vybaveným skladem potravin, mrazáky i lednicemi. Nachází se zde také jídelní posezení pro speciální účely.
V první části je produkcí vybrán určitý počet soutěžících, kteří přicházejí uvařit své jídlo před porotce. Soutěžící dostanou hodinu na to, aby připravili své nejlepší jídlo a zaujali tak porotce. Porotci po ochutnání hlasují slovy ano a ne. Pokud soutěžící dostává alespoň dvě ano, postupuje dále o boj o zástěru MasterChefa. V druhé řadě soutěžící, který obdržel rovnou tři ano, postupoval přímo do finálové sestavy. Soutěžící se dvěma ano postoupili do dalšího kola v boji o zástěru.
V následujícím kole bojují vybraní soutěžící o místo ve finálové sestavě. Porotci zkouší jejich schopnosti v různých disciplínách jako je např. krájení cibule, čištění ryby či si vyzkouší její nápaditost a zadají jim uvařit jídlo s nějakou danou surovinou.
V následujících kolech je finálová sestava soutěžících podrobená různým zkouškám, které se v průběhu střídají:
- Tajemný box
- Vyřazovací test
- Týmová výzva
- Test stresu

Tento cyklus v první a druhé řadě pokračoval až do té doby, než zůstala finálová dvojice. Porotci poté rozhodli, kdo zvítězí a vyhraje půl milionu korun, titul českého MasterChefa a možnost vydat vlastní kuchařku. Ve 3. řadě ve finálové epizodě vařili tři kuchaři. O vítězi se rozhodovalo ve třech kolech, přičemž každý porotce mezi soutěžící vždy rozdělil po 10 bodech. Ve 4. řadě do finále opět postoupila pouze nejlepší dvojice, přičemž o vítězi rozhodly tři pokrmy, porotci každý hodnotili až deseti body.

## Přehled řad
| Řada | Premiéra       | Finále             | Počet finalistů | Počet dílů | Vítěz                 | Druhé místo        | Třetí místo      | Porotci        | Porotci        | Porotci         | Sledovanost premiéry | Sledovanost finále |
| ---- | -------------- | ------------------ | --------------- | ---------- | --------------------- | ------------------ | ---------------- | -------------- | -------------- | --------------- | -------------------- | ------------------ |
| 1    | 7. října 2015  | 16. prosince 2015  | 16              | 19         | Roman Kotlář          | Jiří Hilgart       | —                | Marek Raditsch | Marek Fichtner | Miroslav Kalina | 667 000              | 1 100 000          |
| 2    | 21. srpna 2016 | 23. listopadu 2016 | 16              | 24         | Jiří Halamka          | Lucie Micková      | —                | Marek Raditsch | Marek Fichtner | Miroslav Kalina | 534 000              | 729 000            |
| 3    | 9. ledna 2019  | 12. června 2019    | 16              | 23         | Kristína Nemčková     | Jan Vorel          | Lea Skálová      | Radek Kašpárek | Jan Punčochář  | Přemek Forejt   | 567 000              | 793 000            |
| 4    | 5. února 2020  | 3. listopadu 2020  | 16              | 36         | Roman Staša           | Pavlína Lubojatzky | Pavel Berky      | Radek Kašpárek | Jan Punčochář  | Přemek Forejt   | 718 000              | 1 139 000          |
| 5    | 31. srpna 2021 | 24. listopadu 2021 | 16              | 26         | Veronika Beskydiarová | Jitka Veselá       | —                | Radek Kašpárek | Jan Punčochář  | Přemek Forejt   | 671 000              | 1 152 000          |
| 5    | 31. srpna 2021 | 24. listopadu 2021 | 16              | 26         | Veronika Beskydiarová | Petra Vindyšová    | —                | Radek Kašpárek | Jan Punčochář  | Přemek Forejt   | 671 000              | 1 152 000          |
| 6    | 30. srpna 2022 | 14. prosince 2022  | 16              | 32         | Martin Pecina         | Tereza Hybšová     | Alžběta Urbanová | Radek Kašpárek | Jan Punčochář  | Přemek Forejt   | 571 000              | 748 000            |
| 7    | 30. srpna 2023 | 20. prosince 2023  | 16              | 17         | Jan Albrecht          | Tereza Vyhlídalová | Jakub Menšík     | Radek Kašpárek | Jan Punčochář  | Přemek Forejt   | 507 000              | 684 000            |

### 1. řada (2015)
První zprávy o přípravě ryze české verze MasterChefa se objevily 7. května 2015, kdy televize spustila možnost registrace do soutěže. Premiéra první řady českého MasterChefa proběhla 7. října 2015 a vysílala se v hlavním vysílacím čase v pondělí a středu. Do poroty byli obsazeni 3 známí kuchaři, Marek Raditsch, Marek Fichtner a Miroslav Kalina. Vítězem a prvním Masterchefem Česko se stal Roman Kotlář.

### 2. řada (2016)
Ve finále první řady se objevila výzva k přihlášení do druhé řady. Oficiálně novou řadu potvrdila Nova 31. března 2016. V dubnu byl vydán článek, že se do druhé řady mohou přihlásit také neslyšící. Druhá řada začala speciálním dvojdílem 21. srpna 2016, a poté se vysílala opět v pondělí a ve středu. Později byl pořad pro nízkou sledovanost přesunut pouze na středu ve 21:35 po reality show Výměna manželek. Porota zůstala stejná jako v první řadě. Vítězem soutěže se stal Jiří Halamka.

### 3. řada (2019)
Po více než dvouleté pauze se televize rozhodla formát oživit a zcela obměnila porotu. Podařilo se získat michelinského kuchaře Radka Kašpárka, vítěze ankety Zlatý kuchař Jana Punčocháře a šéfkuchaře Přemka Forejta. Pro vysílání této řady byl vyhrazen opět středeční večer. První castingový díl byl odvysílán 9. ledna 2019. Ve finálovém dílu se poprvé utkali o titul tři kuchaři, přičemž o vítězi se rozhodovalo ve třech kolech. Každý porotce mezi soutěžící vždy rozdělil 10 bodů. Vítězem soutěže se stala sedmnáctiletá Kristína Nemčková, která ve finálovém dílu získala celkem 33 bodů. Druhý skončil s 29 body Jan Vorel, třetí s 28 body Lea Skálová.

### 4. řada (2020)
Po roce se soutěž vrátila se stejnou porotou, amatérské kuchaře tedy hodnotí Radek Kašpárek, Jan Punčochář a Přemek Forejt. Vítěz získá půl milionu korun a možnost podílet se na tvorbě menu v restauraci jednoho z porotců. Novinkou této řady je imunitní výzva, díky které se soutěžící může vyhnout vyřazení. První castingový díl byl odvysílán 5. února 2020. Oproti řadě předchozí byl pořad zprvu vysílán nejen ve středu, ale také ve čtvrtek, a to kolem 21:30. Od 18. března ale došlo z důvodu změn v programovém schématu způsobených pandemií covidu-19 k přesunutí středečních dílů, které se vysílaly od 20:20, čtvrteční díly byly zrušeny. Z tohoto důvodu se nepodařilo odvysílat všechny epizody během jarního vysílání. K návratu na obrazovky došlo 25. srpna, zbylé epizody byly vysílány každé úterý od 20:20, finále proběhlo 3. listopadu. Vítězem se stal Roman Staša, na druhém místě se umístila Pavlína Lubojatzky a třetí skončil Pavel Berky.

### 5. řada (2021)
Zájemci se do nové řady mohli přihlašovat už v průběhu vysílání řady předchozí. Porota zůstala stále stejná, zdvojnásobila se ale finanční odměna pro vítěze, který tak získal rovný milion korun. Tato řada se více zaměřila na osobní vztahy, jednotliví porotci si už během castingů vybrali své osobní favority, které v dalších dílech mentorovali. Tito soutěžící po většinu soutěže nosili odznáček s iniciály svého mentora. Kuchařské výzvy se více věnovaly nejnovějším trendům, představeno tak bylo vaření zero waste či veganská strava. Novinkou byla také zlatá zástěra, její držitel získal několik výhod a automaticky se vyhnul následující vyřazovací výzvě. Pátá řada měla premiéru 31. srpna a skončila 24. listopadu 2021, vysílána byla vždy v úterý a ve středu od 20.20. Čistě ženské finále ovládla Veronika Beskydiarová, o pořadí na druhém a třetím místě nebylo rozhodnuto.

### 6. řada (2022)
V dubnu 2022 bylo oznámeno natáčení 6. řady soutěže, porota i doba vysílání zůstala opět stejná. Šestá řada měla premiéru 30. srpna 2022. Modelově se tato řada vrátila k podobě bez porotců jakožto mentorů (naposledy ve 4. řadě). Vítězem se stal Martin Pecina.
O pořadí na druhém a třetím místě nebylo rozhodnuto.

### 7. řada (2023)
7.řada soutěže prošla několika změnami: soutěž začala rovnou s finálovou šestnáctkou bez castingu a nebude žádné návratové kolo. Finanční odměna pro vítěze se zvýšila na 2,5 milionu korun. První díl bude odvysílán 23. srpna na Voyo, a ve středu 30. srpna 2023 ve 20.20 na TV Nova. Vítězem se stal Jan Albrecht. O pořadí na druhém a třetím místě nebylo rozhodnuto.

## MasterChef Česko: Souboj nejlepších
Televize Nova připravila čtyři bonusové díly, ve kterých proti sobě nastoupily dvojice úspěšných soutěžících, kteří se účastnili 3. nebo 4. řady soutěže. První díl byl odvysílán ve středu 24. února 2021. I v bonusových dílech o vítězi a držiteli řádu zlaté vařečky rozhodovali porotci Radek Kašpárek, Jan Punčochář a Přemek Forejt.
| # | Premiéra        | Soutěžící         | Účinkování        | Vítěz duelu    | Sledovanost |
| - | --------------- | ----------------- | ----------------- | -------------- | ----------- |
| 1 | 24. února 2021  | Jan Vorel         | 3. řada, 2. místo | Pavel Berky    | 671 000     |
| 1 | 24. února 2021  | Pavel Berky       | 4. řada, 3. místo | Pavel Berky    | 671 000     |
| 2 | 3. března 2021  | Lea Skálová       | 3. řada, 3. místo | Lea Skálová    | 635 000     |
| 2 | 3. března 2021  | Chili Ta Thuy     | 4. řada, 6. místo | Lea Skálová    | 635 000     |
| 3 | 10. března 2021 | Kateřina Kolbová  | 3. řada, 6. místo | Iva Sarauerová | 531 000     |
| 3 | 10. března 2021 | Iva Sarauerová    | 4. řada, 4. místo | Iva Sarauerová | 531 000     |
| 4 | 17. března 2021 | Kristína Nemčková | 3. řada, 1. místo | Oba            | 597 000     |
| 4 | 17. března 2021 | Roman Staša       | 4. řada, 1. místo | Oba            | 597 000     |